# هیمبیلیاکادا
هیمبیلیاکادا (به لاتین: Himbiliyakada) یک منطقهٔ مسکونی در سری‌لانکا است که در استان مرکزی (سری‌لانکا) واقع شده‌است.